# Łuby (Lublin)
Pour les articles homonymes, voir Łuby.
Łuby (prononciation : [ˈwubɨ]) est un village polonais de la gmina de Międzyrzec Podlaski, dans le powiat de Biała Podlaska de la voïvodie de Lublin, dans l'est de la Pologne. Le village compte approximativement une population de 150 habitants.

## Géographie
Łuby se trouve à environ 16 kilomètres au nord-ouest de Międzyrzec Podlaski (siège de la gmina), 32 kilomètres à l'ouest de Biała Podlaska (siège du powiat) et 95 kilomètres au nord de Lublin (capitale de la voïvodie).

## Histoire
De 1975 à 1998, le village est attaché administrativement à la voïvodie de Biała Podlaska.

Depuis 1999, il fait partie de la voïvodie de Lublin.